# Jakob Kiefer
Jakob Kiefer (ur. 3 grudnia 1919 w Bad Kreuznach, zm. 18 stycznia 1991 tamże) – zachodnioniemiecki gimnastyk, uczestnik Igrzysk Olimpijskich 1952 w Helsinkach oraz Igrzysk Olimpijskich 1956 w Melbourne. Na igrzyskach olimpijskich w Helsinkach zajął 150. miejsce w wieloboju gimnastycznym. Najlepszym wynikiem w pojedynczej konkurencji była 12. lokata w ćwiczeniach na koniu z łękami. W Melbourne zajął 42. miejsce w wieloboju, a najlepszym w pojedynczej konkurencji było 7. miejsce w skoku.